# Sphacanthus brillantaisia
Sphacanthus brillantaisia är en akantusväxtart som beskrevs av Raymond Benoist. Sphacanthus brillantaisia ingår i släktet Sphacanthus och familjen akantusväxter. Inga underarter finns listade i Catalogue of Life.